# Jan Berchmans

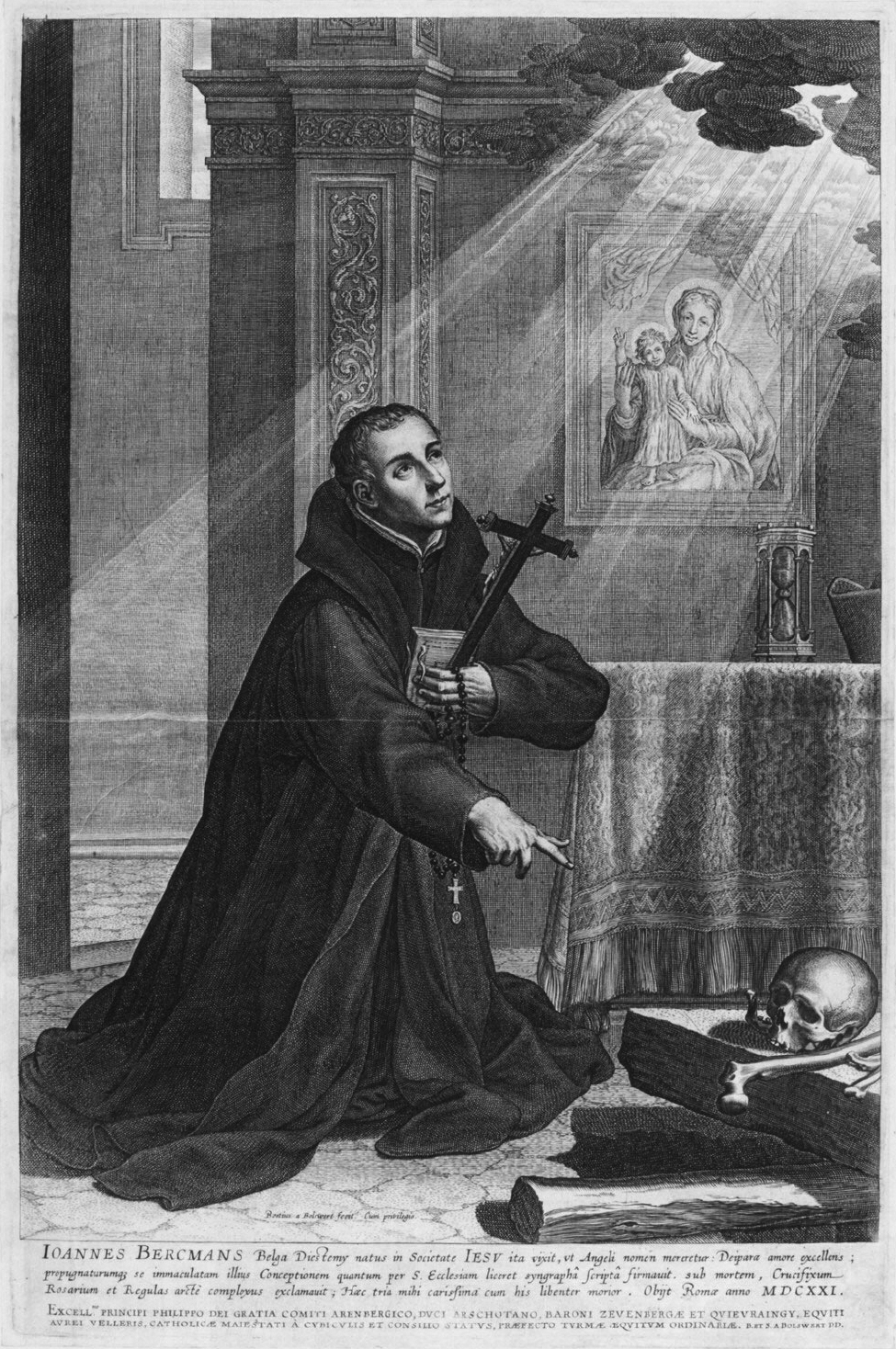
Sv. Jan Berchmans na obraze od B. A. Bolswerta

Svatý Jan Berchmans (13. března 1599, Diest, Belgie – 13. srpna 1621, Řím) byl vlámský jezuita, uctívaný v římskokatolické církvi jako světec. Jeho nezávazná památka se slaví 26. listopadu (v rámci jezuitského řádu) nebo 13. srpna (ve zbytku církve), je patronem mládeže, zejména pak ministrantů a studentů.

## Život
Pocházel z vlámské rodiny z Diestu, jeho otec (rovněž Jan) byl chudý švec, matka Eliška zemřela, když mu bylo devět let. Od dětství byl velice zbožný, zejména projevoval velkou eucharistickou a mariánskou úctu, v dětství také působil jako ministrant. Denně se modlil růženec a mariánský žaltář sv. Bonaventury, každý pátek křížovou cestu. Jeho hlavním vzorem byl sv. Alois Gonzaga.
Krátce studoval ve škole řízené premonstráty, když ale musel školu z finančních důvodů opustit, jezuita Froymond, u něhož Jan původně pracoval jako sluha, rozpoznal jeho nadání a zajistil mu možnost vystudovat latinskou školu. Do jezuitského řádu vstoupil Jan Berchmans přes odpor své rodiny 25. října 1616 v Mechelen (jeho otec, který mu ve vstupu do řádu zprvu bránil, ale později změnil názor a nakonec se sám stal knězem), v roce 1618 složil sliby a byl poslán studovat filosofii do Říma. Zde ale, ještě než mohl být vysvěcen na kněze, v roce 1621 zemřel, krátce poté, co v průběhu teologické diskuse dostal záchvat horečky. Zemřel s křížem, růžencem a řeholí v ruce.

## Dílo
Jan žil velmi asketickým způsobem, jeho velkým zájmem bylo studium jazyků, měl v úmyslu stát se po vysvěcení (ke kterému ovšem nikdy nedošlo) misionářem v Číně. Usiloval o obyčejný, pokorný život, věrnost v maličkostech a co nejpečlivější plnění řádových povinností - v tomto smyslu je doložen jeho výrok: „Mé pokání je vést obyčejný život... Budu věnovat pozornost i tomu nejmenšímu Božímu vnuknutí.“ Jeho řádoví spolubratři oceňovali pečlivost v plnění řehole i jeho srdečné vystupování.
Jsou zachovány jeho poznámky i duchovní poezie, napsal také veršovanou parafrázi modlitby Salve Regina a připisuje se mu Korunka Neposkvrněného početí.

## Kanonizace
V roce 1865 byl prohlášen za blahoslaveného, v roce 1888 za svatého. Jeho atributy jsou krucifix, kniha a růženec, eventuálně také lebka a mariánský obraz. Berchmansovo jméno nese mnoho škol, převážně v Belgii, a několik kostelů, z nichž největší je katedrála sv. Jana Berchmanse v americkém Shreveportu.
Ostatky sv. Jana Berchmanse jsou uloženy v římském kostele sv. Ignáce.
Německý spisovatel Wilhelm Hünermann věnoval Berchmansovi životopisný román, nazvaný Ein Flame in Gottes Kompanie (slovensky vyšlo pod názvem Svätý Ján Berchmans, 1998).